# João Barbosa
João Barbosa (Porto, 11 maart 1975) is een Portugees autocoureur. In 2014 en 2015 werd hij kampioen in de Prototype-klasse van het IMSA SportsCar Championship. In 2010, 2014 en 2018 won hij de 24 uur van Daytona, en in 2015 won hij ook de 12 uur van Sebring.

## Carrière
Barbosa begon zijn autosportcarrière in het karting. In 1988 en 1989 werd hij Portugees kampioen in de karts. In 1994 was hij overgestapt naar het formuleracing en werd hij kampioen in de Portugese Formule Ford. In 1995 won hij zowel de Italiaanse Formule Alfa Boxster en de Italiaanse Formule Europa Boxer. In 1996 werd hij tweede in het Italiaanse Formule 3-kampioenschap. In 1997 verhuisde hij naar de Verenigde Staten en werd hij zevende in de Formule Atlantic.
In 1999 maakte Barbosa de overstap naar de sportwagens en kwam hij uit in de United States Road Racing Championship. In een Mosler Intruder behaalde hij op Lime Rock Park de overwinning in de GT2-klasse van het kampioenschap. Ook won hij de race op de Homestead-Miami Speedway van de FIA GT. In 2000 nam hij deel aan de eerste twee races van American Le Mans Series voor het team Michael Colucci Racing met een Porsche 911. In 2001 keerde hij terug bij Mosler en reed hij in drie races van de Rolex Sports Car Series. Zijn beste klassering in deze periode was een derde plaats in de GT-klasse op Watkins Glen International.
In 2002 behaalde Barbosa in de GT-klasse van de Rolex Sports Car Series, samen met Thierry Perrier en Michel Neugarten, een zege op Homestead en behaalde hij nog drie tweede plaatsen, waardoor hij vierde in de eindstand werd. In 2003 reed hij in tien van de twaalf races in de GTS-klasse. Hij behaalde drie klasse-overwinningen in de 24 uur van Daytona en op Barber Motorsports Park en het Circuit Mont-Tremblant en hij werd tweede in het klassement. Datzelfde jaar reed hij in de 1000 kilometer van Spa-Francorchamps en de 24 uur van Spa-Francorchamps met Mosler, en in de eerste van deze races won hij zijn klasse.

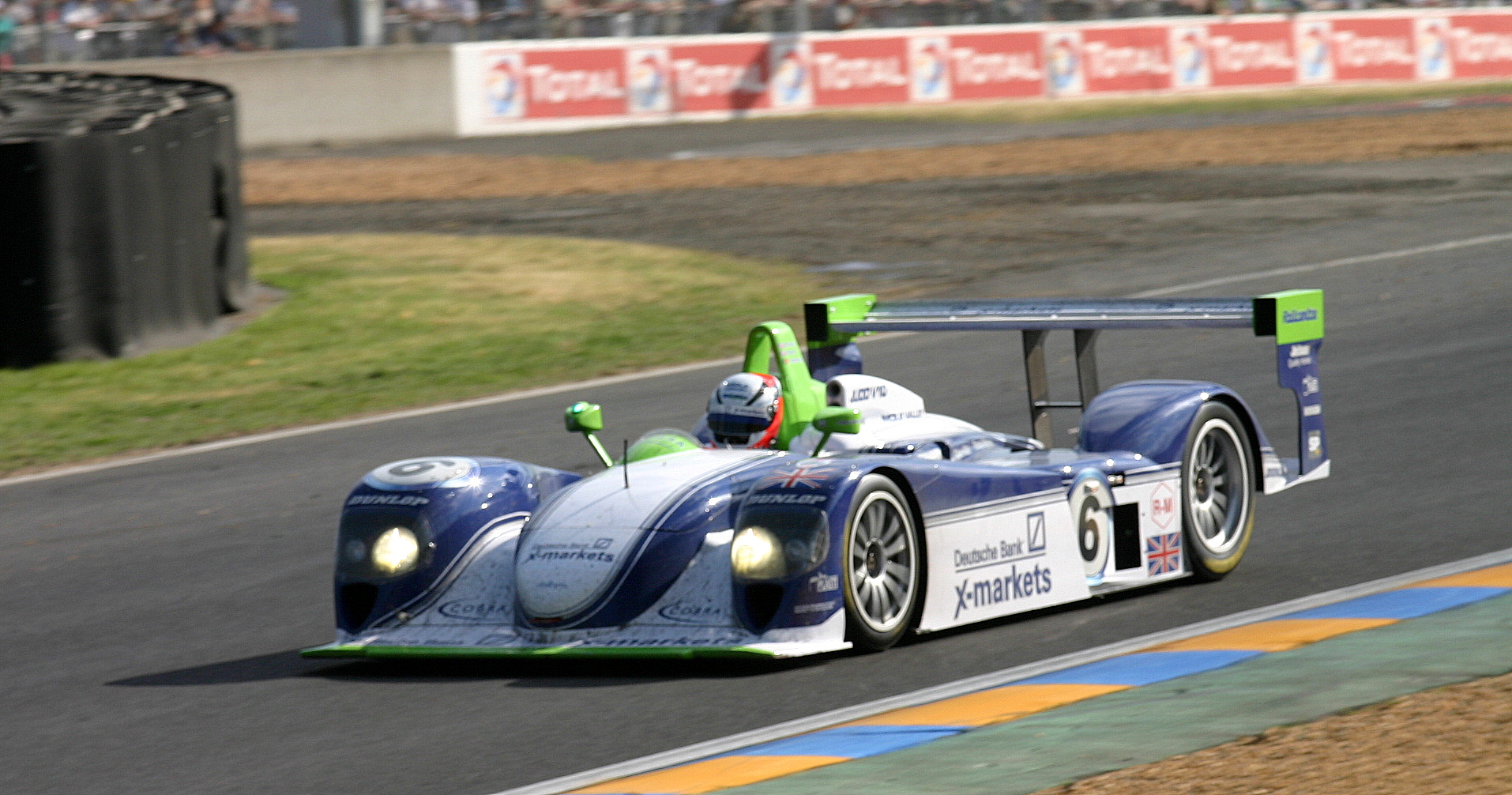
João Barbosa tijdens de 24 uur van Le Mans in 2004.

In 2004 reed Barbosa in acht van de twaalf races in de GT-klasse van de Rolex Sports Car Series in een Maserati. Hij behaalde twee derde plaatsen en werd zestiende in de eindstand. Ook reed hij een Dallara SP1 bij Rollcentre Racing in de LMP1-klasse van de Le Mans Endurance Series. Verder reed hij in de race op de Hockenheimring Baden-Württemberg van de FIA GT en in de Petit Le Mans van de American Le Mans Series. In 2005 bleef hij actief voor Rollcentre in de LMP1-klasse van de Le Mans Series en behaalde hij twee derde plaatsen. In de Rolex Sports Car Series reed hij drie races voor Maserati.
In 2006 reed Barbosa in vier van de vijf races van de Le Mans Series bij Rollcentre, dat dit seizoen met een Radical SR9 reed en was overgestapt naar de LMP2-klasse. Hij behaalde zijn beste resultaat in de 1000 kilometer van de Nürburgring, waarin hij derde werd. In de FIA GT reed hij de race op de Hungaroring in een Saleen S7, en in de Rolex Sports Car Series reed hij twee races in de Daytona Prototype-klasse. In 2007 werd hij derde in de 1000 kilometer van Silverstone binnen de Le Mans Series en werd hij achtste in het coureurskampioenschap. Verder reed hij twee races voor Brumos Racing in de Roles Sports Car Series in een Riley Mk. XI.

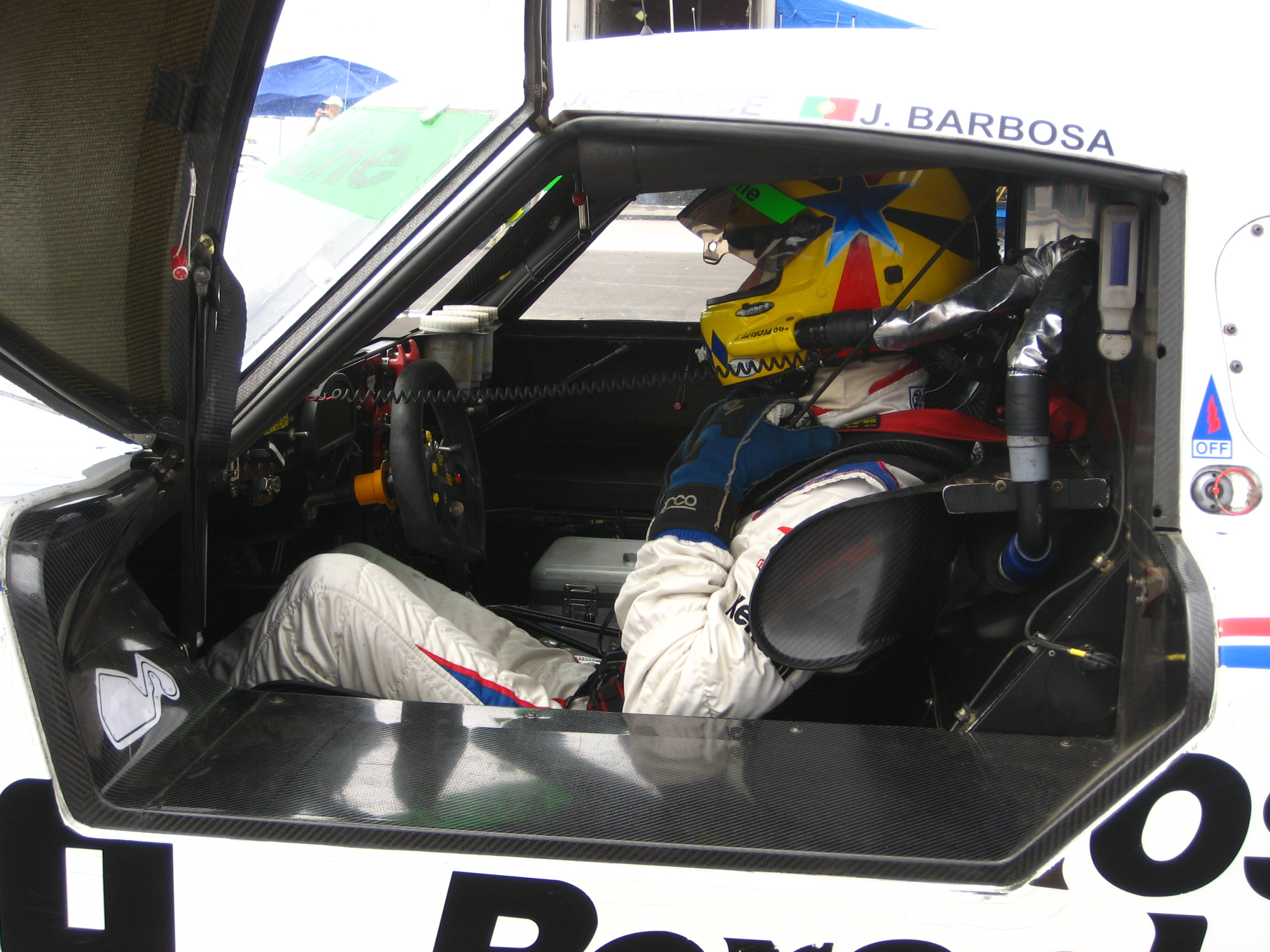
João Barbosa op New Jersey Motorsports Park in 2008.

In 2008 reed Barbosa het volledige seizoen van de Roles Sports Car Series bij Brumos Racing. Samen met J. C. France waren vijf vierde plaatsen zijn beste klasseringen. Hierdoor werd het duo derde in de Daytona Prototype-klasse, achter Scott Pruett/Memo Rojas en Jon Fogarty/Alex Gurney. In Europa reed hij voor Rollcentre in de 24 uur van Le Mans en in vier races van de Le Mans Series in een Pescarolo 01. In 2009 reed hij het grootste deel van het seizoen met France in de Rolex Sports Car Series, maar zijn enige zege van het seizoen, behaald in de laatste race op Homestead, behaalde hij met Hurley Haywood. Hij werd uiteindelijk negende in het klassement. In de Le Mans Series reed hij samen met Bruce Jouanny drie races van de Le Mans Series.
In 2010 stapte Barbosa binnen de Rolex Sports Car Series over naar het team Action Express Racing, waar hij in de Daytona Prototype-klasse samen met Terry Borcheller uitkwam met een Riley-Porsche. Hij behaalde zijn eerste zege in de 24 uur van Daytona, met Borcheller, Ryan Dalziel en Mike Rockenfeller. In de rest van het seizoen was een vierde plaats op Lime Rock zijn beste resultaat en eindigde hij in de overige races niet in de top negen, zodat hij niet verder kwam dan de dertiende plaats in de eindstand. In de American Le Mans Series reed hij twee races in een Ferrari F430. In 2011 wonnen Barbosa, France en Borcheller de race op de Virginia International Raceway in de Rolex Sports Car Series en werden zij samen met Christian Fittipaldi en Max Papis derde in de 24 uur van Daytona. Barbosa en France werden vijfde in de eindstand van de DP-klasse. Verder nam hij samen met Scott Tucker en Christophe Bouchut deel aan vijf races van de LMP2-klasse van de Intercontinental Le Mans Cup voor Level 5 Motorsports. Zij behaalden de zege in Petit Le Mans en werden derde in deze klasse in de 24 uur van Le Mans. Het trio werd derde in het eindklassement.
In 2012 ging Action Express Racing met een Chevrolet Corvette rijden in de DP-klasse van de Rolex Sports Car Series. Barbosa behaalde twee zeges voor dit team op Belle Isle Park (met France en Darren Law) en Watkins Glen (enkel met Law), waardoor hij zevende in het klassement werd. Daarnaast reed hij voor Level 5 in de 12 uur van Sebring, waarin hij vierde werd in de LMP2-klasse. In 2013 reed hij samen met Christian Fittipaldi in de Roles Sports Car Series. Hij won twee races op de Mid-Ohio Sports Car Course en Watkins Glen en stond in twee andere races op het podium, zodat hij zesde werd in de eindstand.
In 2014 werd de Rolex Sports Car Series vervangen door het United SportsCar Championship, waarin Barbosa samen met Fittipaldi voor Action Express Racing reed. Hij won zijn tweede 24 uur van Daytona, waarin Sébastien Bourdais als derde coureur meereed. Ook won hij de races op de Indianapolis Motor Speedway en Road America. Het duo behaalde hiernaast nog vijf andere podiumplaatsen, zodat zij gekroond werden tot kampioen in de klasse. In 2015 werden Barbosa, Fittipaldi en Bourdais tweede in de 24 uur van Daytona en behaalden zij de zege in de 12 uur van Sebring. Ook wonnen zij de seizoensfinale, de Petit Le Mans gehouden op Road Atlanta. Barbosa en Fittipaldi waren de enige twee coureurs die het volledige seizoen reden en werden voor het tweede achtereenvolgende seizoen kampioen.
In 2016 wonnen Barbosa en Fittipaldi een race in het IMSA SportsCar Championship op Watkins Glen, samen met Filipe Albuquerque. In totaal stond het duo zeven keer op het podium. Zij werden zo tweede in het eindklassement, met drie punten achterstand op de kampioenen Dane Cameron en Eric Curran. In 2017 stapte Action Express Racing over naar een Cadillac DPi-V.R en veranderde het ook van naam naar Mustang Sampling Racing. De enige zege van Barbosa en Fittipaldi was wederom op Watkins Glen; zij behaalden deze opnieuw samen met Albuquerque. In de rest van het seizoen stond het duo nog drie keer op het podium. Zij eindigden zo achter Ricky Taylor en Jordan Taylor en achter Cameron en Curran als derde in het kampioenschap.

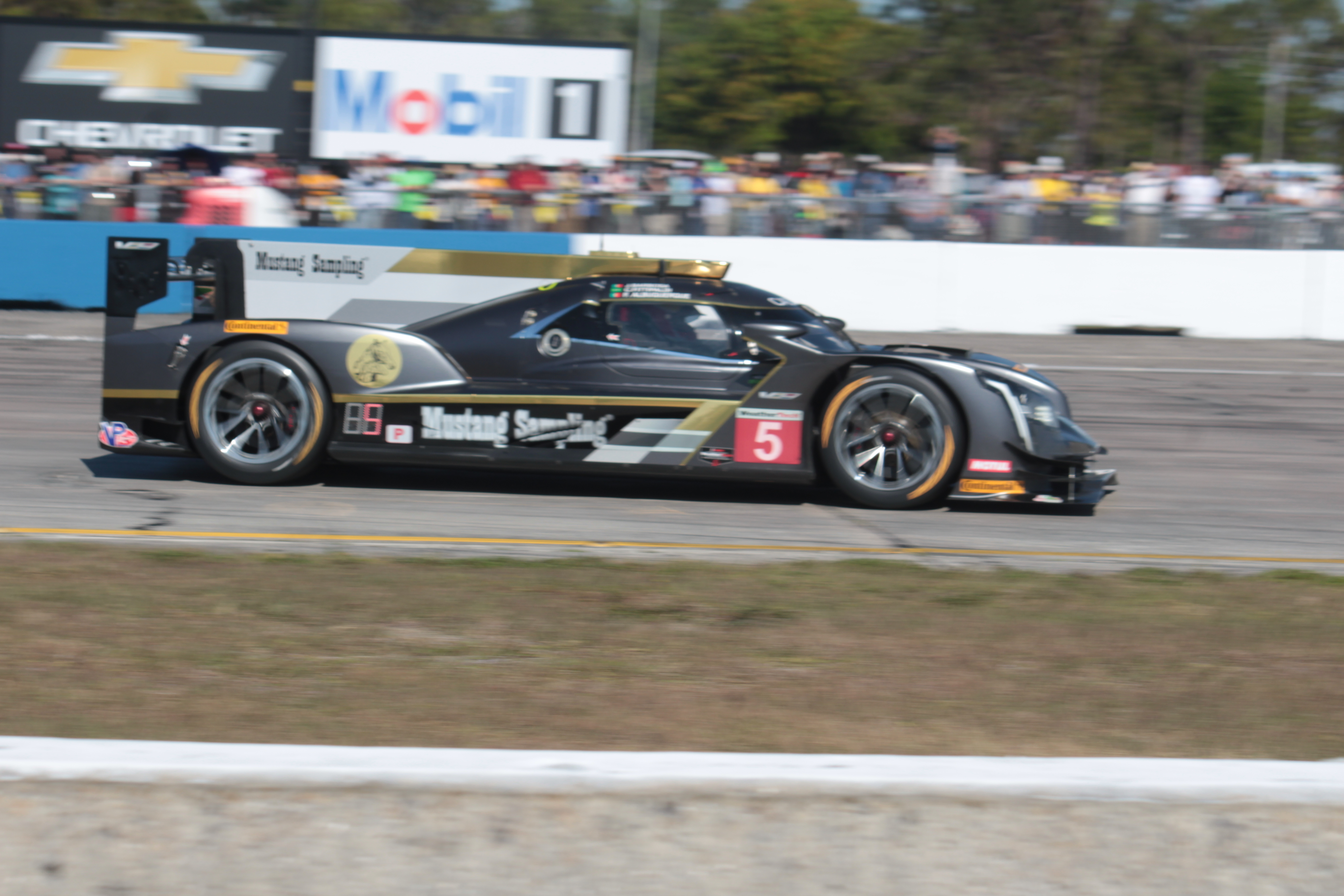
João Barbosa tijdens de 12 uur van Sebring in 2018.

In 2018 reed Barbosa in slechts zes van de tien races van het IMSA SportsCar Championship. Wel won hij twee races; de 24 uur van Daytona en de race op het Stratencircuit Long Beach. Hij werd uiteindelijk achttiende in de eindstand. In 2019 reed hij weer alle races en was Albuquerque zijn nieuwe vaste teamgenoot. Zij wonnen een race op Long Beach en stonden samen met Brendon Hartley op het podium van de 12 uur van Sebring. Zij werden zevende in het eindklassement. In 2020 reed hij samen met Bourdais in zes van de negen races, waarin hij driemaal op het podium terecht kwam. Hij eindigde als tiende in het kampioenschap.
In 2021 maakte Barbosa de overstap naar de LMP3-klasse van het IMSA SportsCar Championship, waarin hij samen met Lance Willsey voor Sean Creech Motorsport ging rijden. Het duo werd samen met Yann Clairay en Wayne Boyd tweede in de 24 uur van Daytona. Na drie races verliet Willsey het team. Hij werd niet vervangen en het team kwam de rest van het seizoen niet meer in actie. In 2022 keerde Willsey terug bij het team. Samen met hem werd Barbosa tweede in de 24 uur van Daytona en won hij de 12 uur van Sebring. Hij werd vierde in het eindklassement. In 2023 begon het team het seizoen met opnieuw een tweede plaats in de 24 uur van Daytona.